# Zackarias Skog
Håkan Eric Zackarias Skog, född 27 juni 1995 i Askims församling i Göteborg, är en svensk ishockeymålvakt som spelar för Västerviks IK i Hockeyallsvenskan. 

## Karriär
Skog började spela ishockey i moderklubben Hovås HC men fostrades bland Frölunda HC juniorer, där han representerade klubbens J18- och J20-lag. Under tiden med Frölunda lånades Skog ut till Mölndal Hockey, Bäcken HC och även Borås HC. Skog spenderade fyra år inom Frölundas organisation men debuterade aldrig för klubbens A-lag.
Skog flyttade inför säsongen 2015-16 till Nordamerika och USA där han representerade Omaha Lancers den första säsongen. Skog blev kvar i USA även säsongen efter, men denna gång med Collagelaget American International College.
Skog blev under sommaren 2019 inbjuden till NHL-organisationen Chicago Blackhawks utvecklingsläger, han var en av totalt sex målvakter som fick inbjudan. På lägret fanns även spelare som Adam Boqvist, Alexander Nylander och Tim Söderlund på plats för att försöka slå sig in i laget.

### Västerviks IK
Skog skrev den 31 maj 2020 på ett ettårskontrakt med Västerviks IK i Hockeyallsvenskan. Han gjorde sin debut för klubben den 9 september 2020 i en träningsmatch mot Tingsryds AIF. Skog blev direkt matchhjälte för sitt nya lag när han höll nollan i en målsnålmatch som slutade 1-0 efter att Tim Wahlgren gjort matchens enda mål i den första perioden.
I februari 2021 åkte Skog på en hjärnskakning under en träning som ledde till att han blev borta säsongen ut. Västervik lånade då in Henrik Lundberg från seriekonkurrenten Väsby IK.

## Klubbar
- -10 - Hovås HC
- 2010-11 - Mölndal Hockey
- 2011-15 - Frölunda HC
- 2013-14 - Mölndal Hockey (lån från Frölunda HC)
- 2013-14 - Bäcken HC (lån från Frölunda HC)
- 2014-15 - Borås HC (lån från Frölunda HC)
- 2015-16 -Omaha Lancers
- 2016-20 - American International College
- 2020-idag - Västerviks IK